# Epactionotus
Genre
Epactionotus est un genre de poissons d'eau douce de la famille des Loricariidae.

## Description
Les espèces du genre Epactionotus sont de petites tailles, ne dépassant pas les 4 cm à l'âge adulte.

## Répartition
Les espèces de ce genre sont endémiques du Brésil, on les trouve dans une zone restreinte longeant la côte Atlantique au Sud du pays.

## Liste des espèces
Selon World Register of Marine Species (2 juillet 2023)
- Epactionotus advenus Delapieve et al., 2020
- Epactionotus bilineatus Reis & Schaefer, 1998 - espèce type
- Epactionotus gracilis Reis & Schaefer, 1998
- Epactionotus itaimbezinho Reis & Schaefer, 1998
- Epactionotus yasi Almirón et al., 2004

## Étymologie
Epactionotus signifie "Celui qui vit dans les côtes du Sud", du grec Epactio- "ἐπάκτιος" (epáktios) voulant dire "qui réside en bord de mer" et de -notus "νότος" (nótos) voulant dire "Sud" en référence à la répartition du genre.

## Publication originale
- (en) Roberto E. Reis & Scott A. Schaefer, 1998, « New Cascudinhos from Southern Brazil: Systematics, Endemism, and Relationships (Siluriformes, Loricariidae, Hypoptopomatinae) », American Museum Novitates, n. 3254, p. 1-25 (lire en ligne).